# Мері Соєр (тенісистка)
Мері Соєр (англ. Mary Sawyer; нар. 11 червня 1957) — колишня австралійська тенісистка.
Найвищим досягненням на турнірах Великого шолома був чвертьфінал в одиночному розряді.

## Фінали Туру WTA

### Парний розряд (0–1)
| Результат | Дата         | Турнір                 | Рівень         | Покриття | Партнерка  | Суперниці           | Рахунок  |
| --------- | ------------ | ---------------------- | -------------- | -------- | ---------- | ------------------- | -------- |
| Поразка   | Жовтень 1979 | Borden Classic, Японія | Colgate Series | Килим    | Сью Саліба | Чень Чуань Юй Ліцяо | 0–6, 6–7 |